# Tacotalpan
Tacotalpan är en ort i Mexiko.   Den ligger i kommunen Jalcomulco och delstaten Veracruz, i den sydöstra delen av landet, 250 km öster om huvudstaden Mexico City. Tacotalpan ligger 611 meter över havet och antalet invånare är 167.
Terrängen runt Tacotalpan är kuperad. Runt Tacotalpan är det ganska glesbefolkat, med 45 invånare per kvadratkilometer. Närmaste större samhälle är Colonia Santa Bárbara, 19,1 km nordväst om Tacotalpan. I omgivningarna runt Tacotalpan växer huvudsakligen savannskog.